# Сагар-Теода, Габриель
Габриель Сагар-Теода (Gabriel Sagard-Théodat; ок. 1590 — ок. 1640) — французский миссионер-францисканец. Известен в первую очередь своим описанием земель Новой Франции, где в 1623—1624 годах жил и проповедовал Евангелие среди гуронов (ирокезов), а также составлением словаря языка гуронов.
Биографических сведений о его жизни имеется мало; по одной из версий, он был крещён неким Теода; согласно другой — Теода является его церковным именем. Известно, что к 1604 году он уже был конверзом в братстве реколлетов, а в конце 1614 года жил в Париже с аббатом Жаком Гарнье, исполняя обязанности личного секретаря последнего. В 1623-1624 годах был направлен с проповеднической миссией в Новую Францию: прибыл туда 28 июня 1623 года, в июле 1624 года был отозван на родину и возвратился в Париж. В 1636 году, возможно, покинул реколлетов; скончался, как предполагается, в 1640 году.
Ему принадлежит труд «Le Grand voyage du pays des Hurons» (Париж, 1632), в котором он описывает нравы и обычаи гуронов, даёт описания флоры и фауны посещённой им страны и описывает разнообразные события, случившиеся в период его миссионерской деятельности. В том же году был издан составленный им словарь гуронского языка, остающийся поныне наиболее полным словарём древнего языка гуронов; на момент издания это была самая большая по объёму книга об индейском языке. Переиздание словаря под редакцией Джона Стекли с комментариями современных учёных выпущено в 2009 году.
Спустя четыре года была издана его работа по истории Французской Канады — «Histoire du Canada et voyage des frères récollets» (Париж, 1636), в которой он подробно рассказывает о миссионерской деятельности в этом регионе, характеризуя её с положительной точки зрения. Английский перевод этой работы, выполненный Шамплейновским обществом, увидел свет в 1939 году.
В его честь названа одна из неорганизованных территорий Квебека.